# Koupaliště Vrahovice
Koupaliště Vrahovice je koupaliště v Prostějově, místní části Vrahovice, založené Tělovýchovnou jednotou Sokol Vrahovice v roce 1929. Současným provozovatelem je Domovní správa Prostějov. 

## Historie
Koupaliště Vrahovice bylo vybudováno v roce 1929. V původní podobě mělo rozměry 40 × 18 m a voda přitékala z říčky Romže. Koupaliště postupně chátralo. V roce 1956 bylo přebudováno a obnoveno. Dlouhodobě ho provozovala TJ Sokol Vrahovice. Po dalších více než 60 letech provozu bylo rozhodnuto o další kompletní rekonstrukce celého areálu. Správu koupaliště  převzalo město Prostějov a v roce 2018 jej komplexně zrekonstruovalo a otevřelo.
Poslední rekonstrukce z roku 2018 realizovalo město s investicí přibližně 80 mil. Kč.  Byla postavena nová vstupní budova, do které byly umístěny šatny, provozní zázemí, a technologie bazénu. Kompletně byl rekonstruován i bazén, do moderní nerezové podoby. Areál byl nově oplocen a zrekonstruováno bylo i parkoviště před budovou. Projektovou dokumentaci zpracovala společnost Stavoprojekt Olomouc. Stavba byla zahájena v prosinci 2017,  a otevřena v srpnu 2018.

## Současnost
V současnosti (2025) je koupaliště provozováno Domovní správou Prostějov. Je jediné svého druhu ve městě, protože disponuje 50 metrovým bazénem s šířkou 20 m. Dále relaxačním bazénem s rozměry 5 x 7 metrů obsahujícím vzduchové masážní lavice a lehátka. Třetí bazén je dětský s několika vodními atrakcemi. V areálu je k dispozici i dětské hřiště a občerstvení.